# Galeandra batemanii
Galeandra batemanii là một loài phong lan.

## Hình ảnh

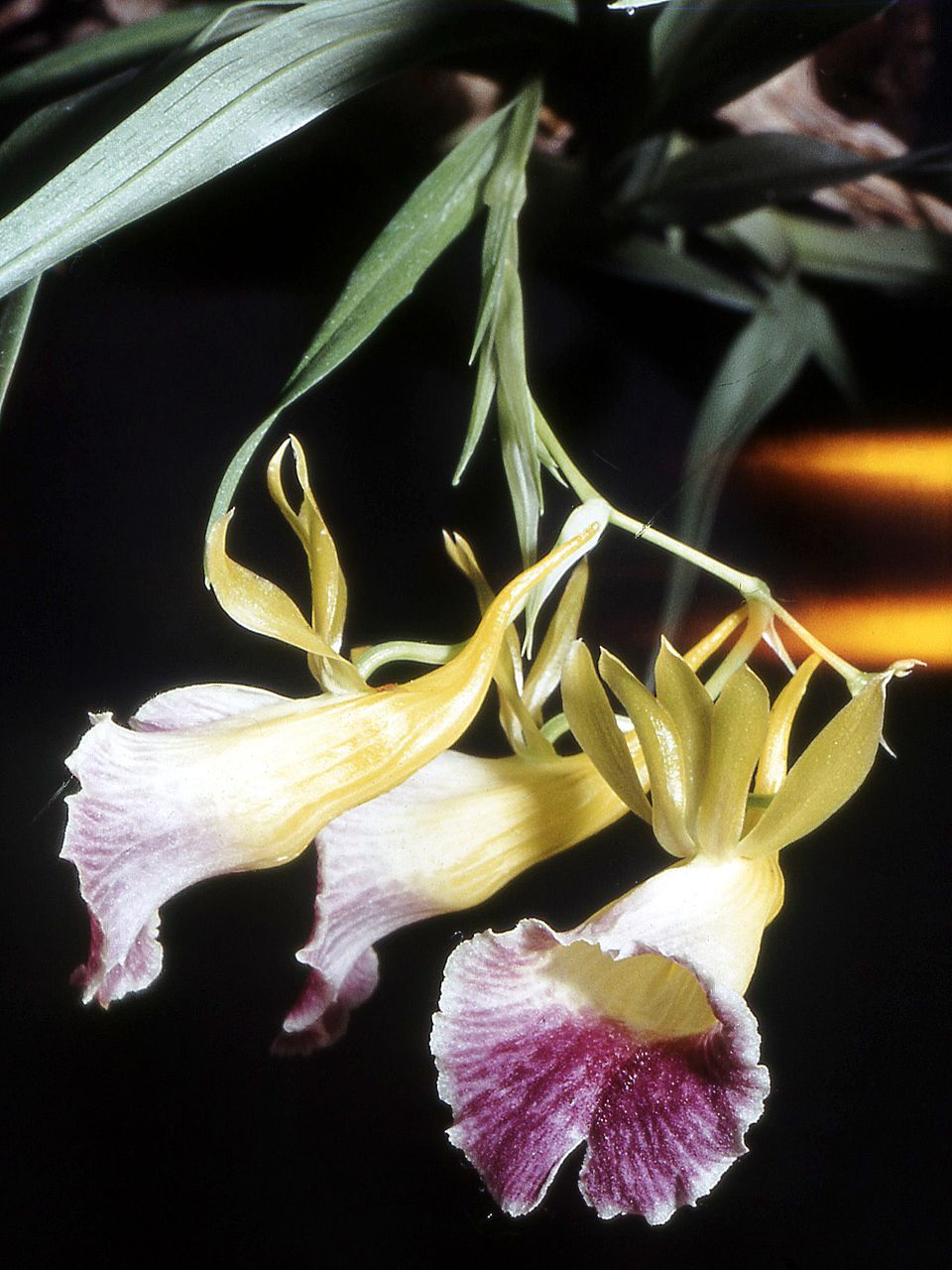
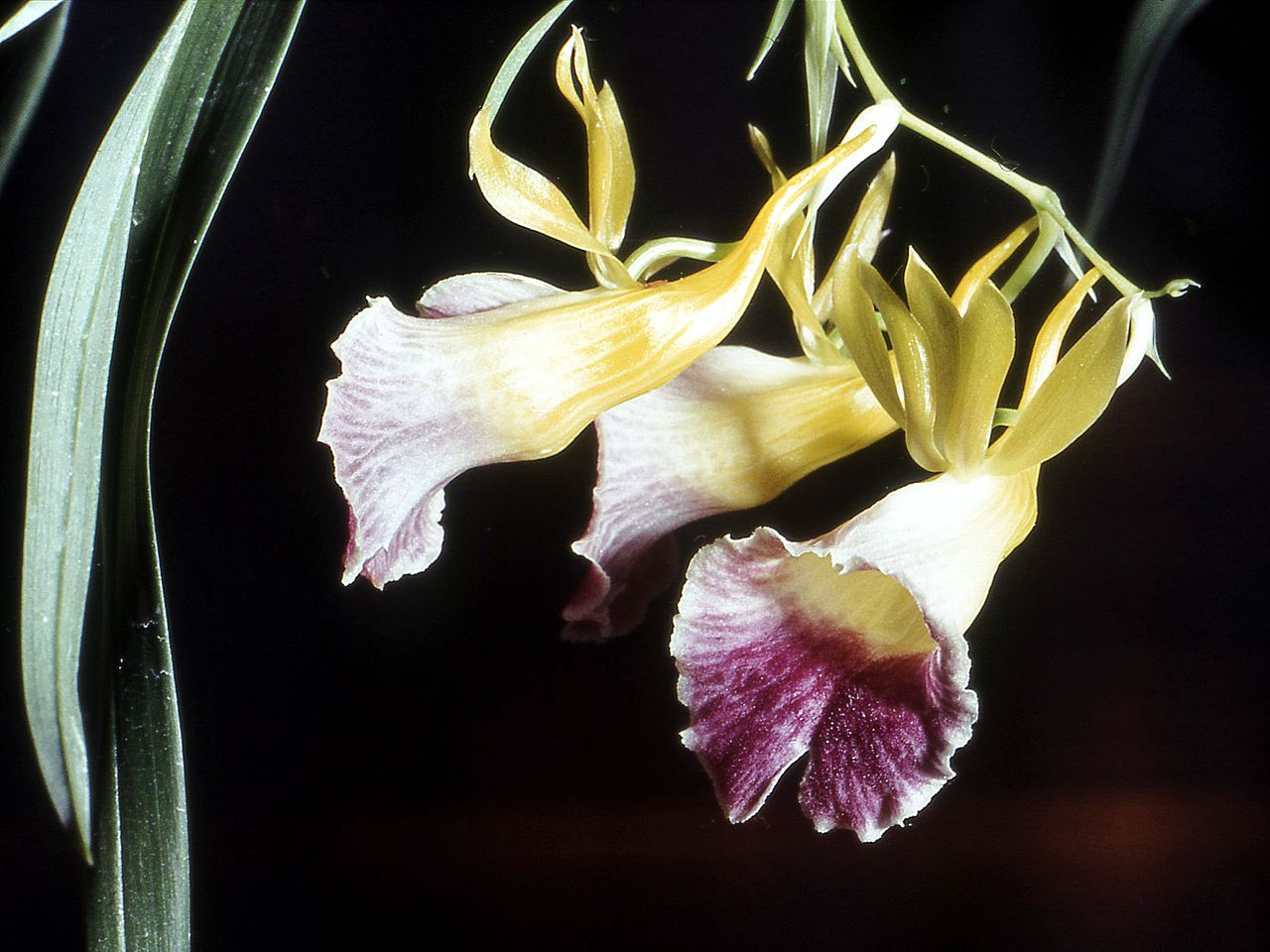
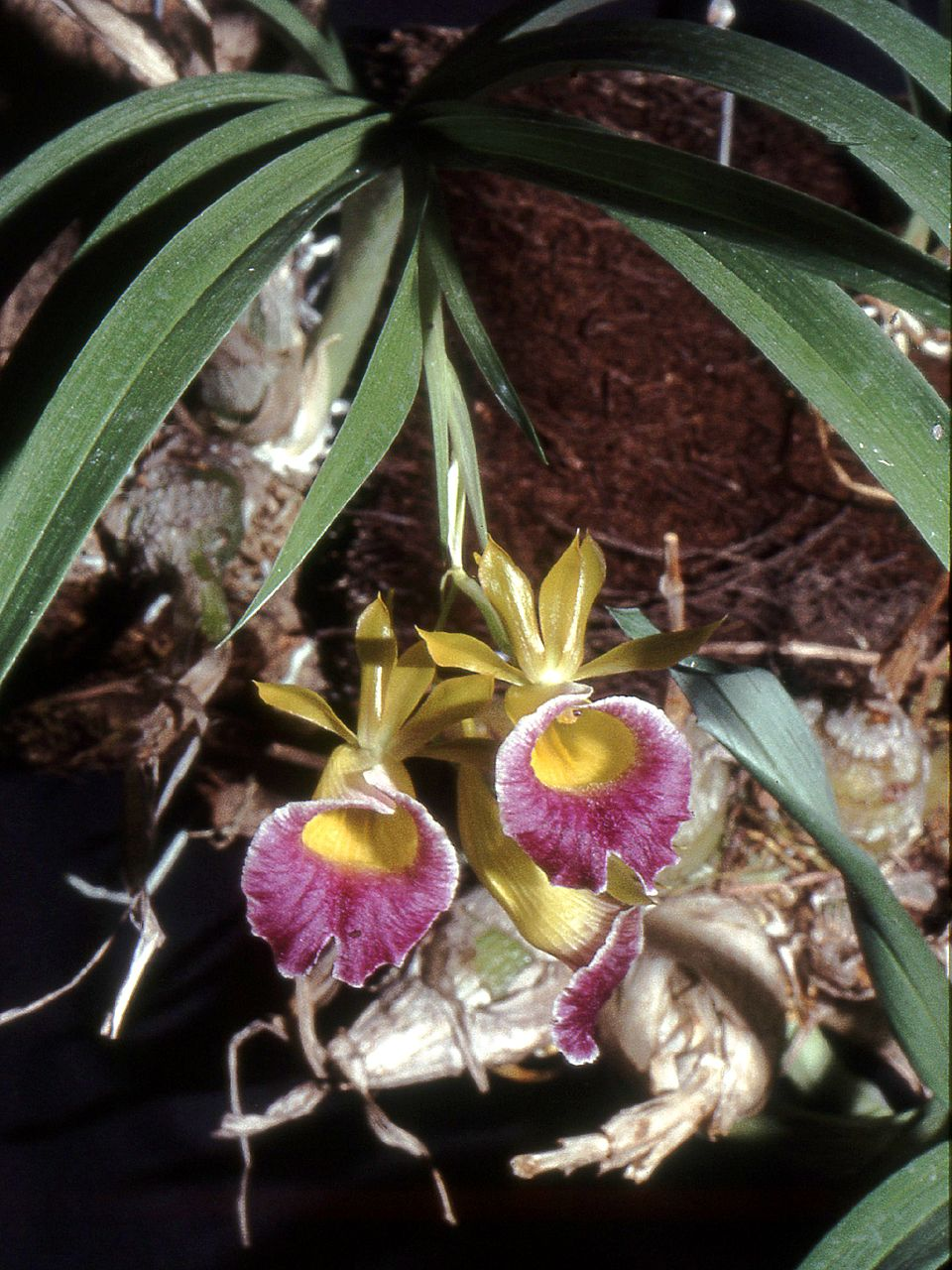